# Казанская международная триеннале печатной графики
 Казанская международная триеннале печатной графики «Всадник» (в 2011—2024 — Казанская международная биеннале печатной графики «Всадник») — регулярно проводимая в Казани международная выставка искусства современной печатной графики.

## История
Казанская международная биеннале печатной графики «Всадник» была организована в Казани, в 2011 году, по инициативе группы художников и искусствоведов, на базе и при поддержке Государственного музея изобразительных искусств Республики Татарстан.
Название проекта — «Всадник», отсылает к одноименной группе художников-графиков (В. Э. Вильковиская и др.), работавших в 1920-е годы в Казани и способствовавших превращению города в один из центров развития искусства гравюры в России.
Графический коллектив «Всадник» — одно из самых ярких явлений художественной жизни Казани первого десятилетия Советской власти. Художники «Всадника» вывели искусство графики нашего города на всероссийскую арену. Объединение программно заявило о развитии гравюры как самостоятельного и самоценного вида искусства. «Всадник» стал своеобразным и убедительным воплощением достижений мирового художественного авангарда. В нём отразились общие тенденции развития русской, советской и западноевропейской графики первых десятилетий XX века и проявились характерные особенности, связанные с интерпретацией национальных форм искусства.

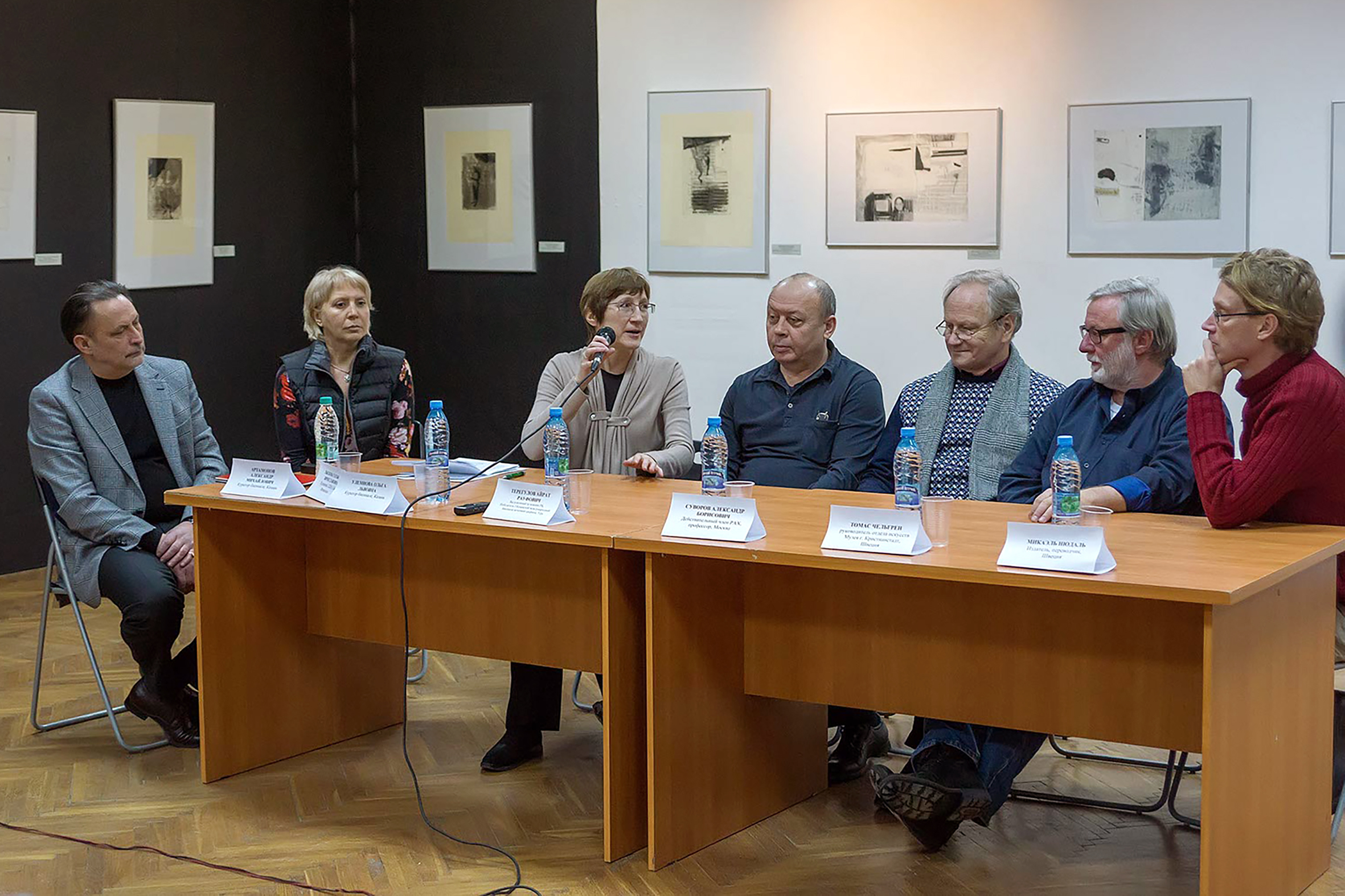
Пресс-конференция перед открытием 2-й Казанской биеннале печатной графики. А. А. Артамонов, Т. В. Лыскова, О. Л. Улемнова, А. Р. Терегулов, А. Б. Суворов, Т. Чельгрен, М. Нюдаль (переводчик). ГМИИ РТ. 3.12.2013

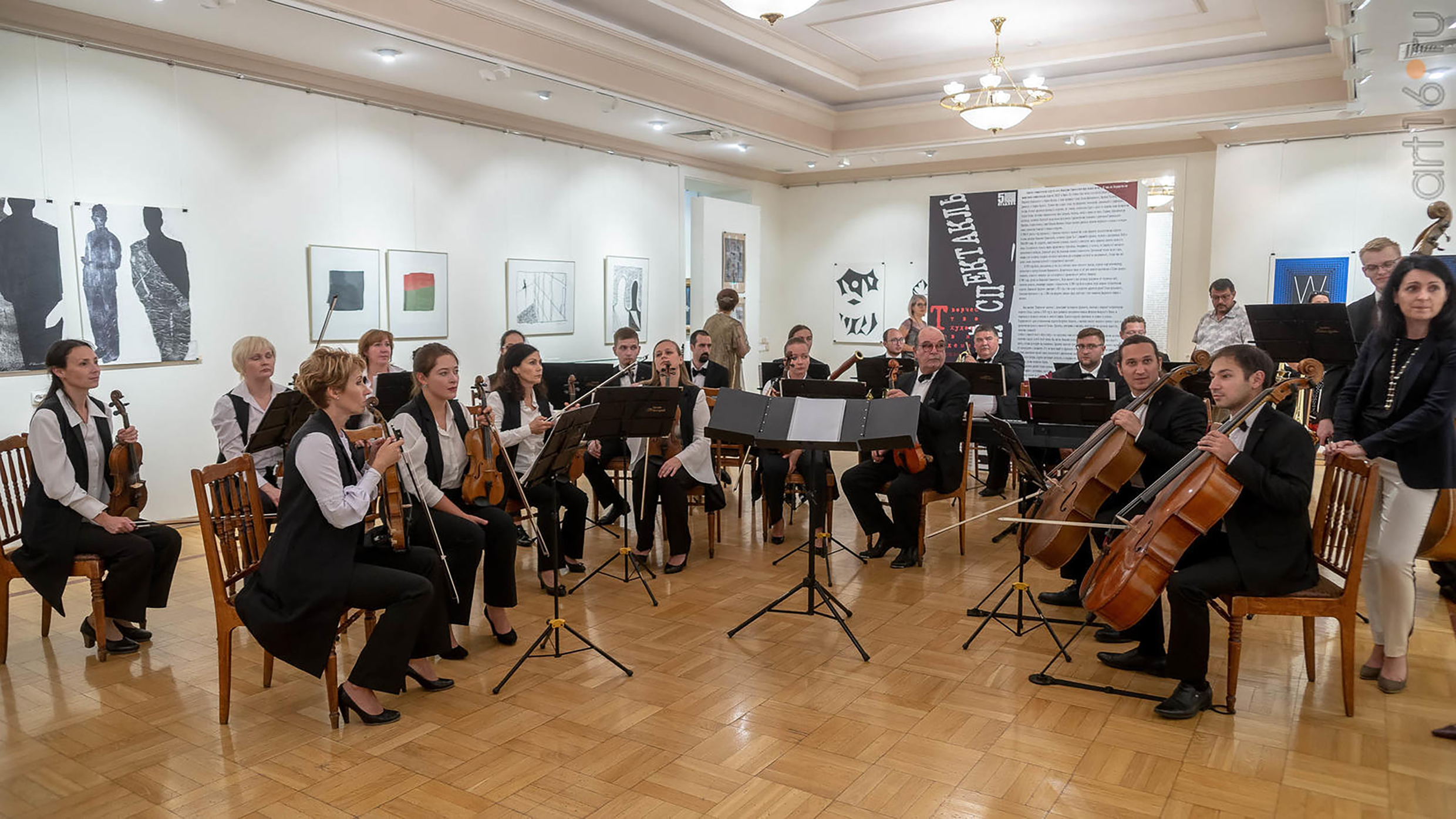
Открытие 5-й Казанской биеннале печатной графики. Хазинэ. 12.09.2019

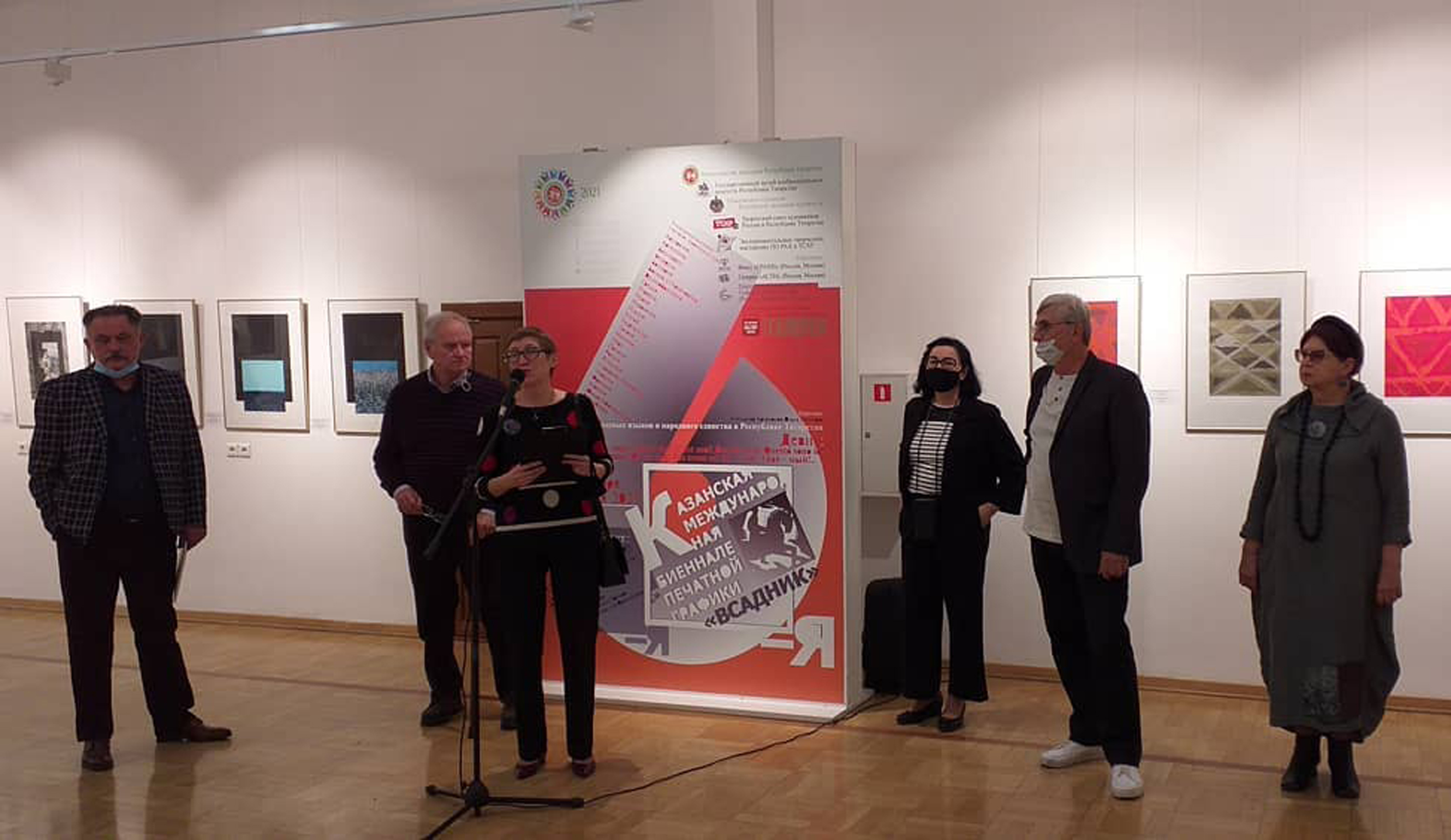
Открытие 6-й Казанской биеннале печатной графики. О. Л. Улемнова (в центре). Хазинэ. 30.09.2021

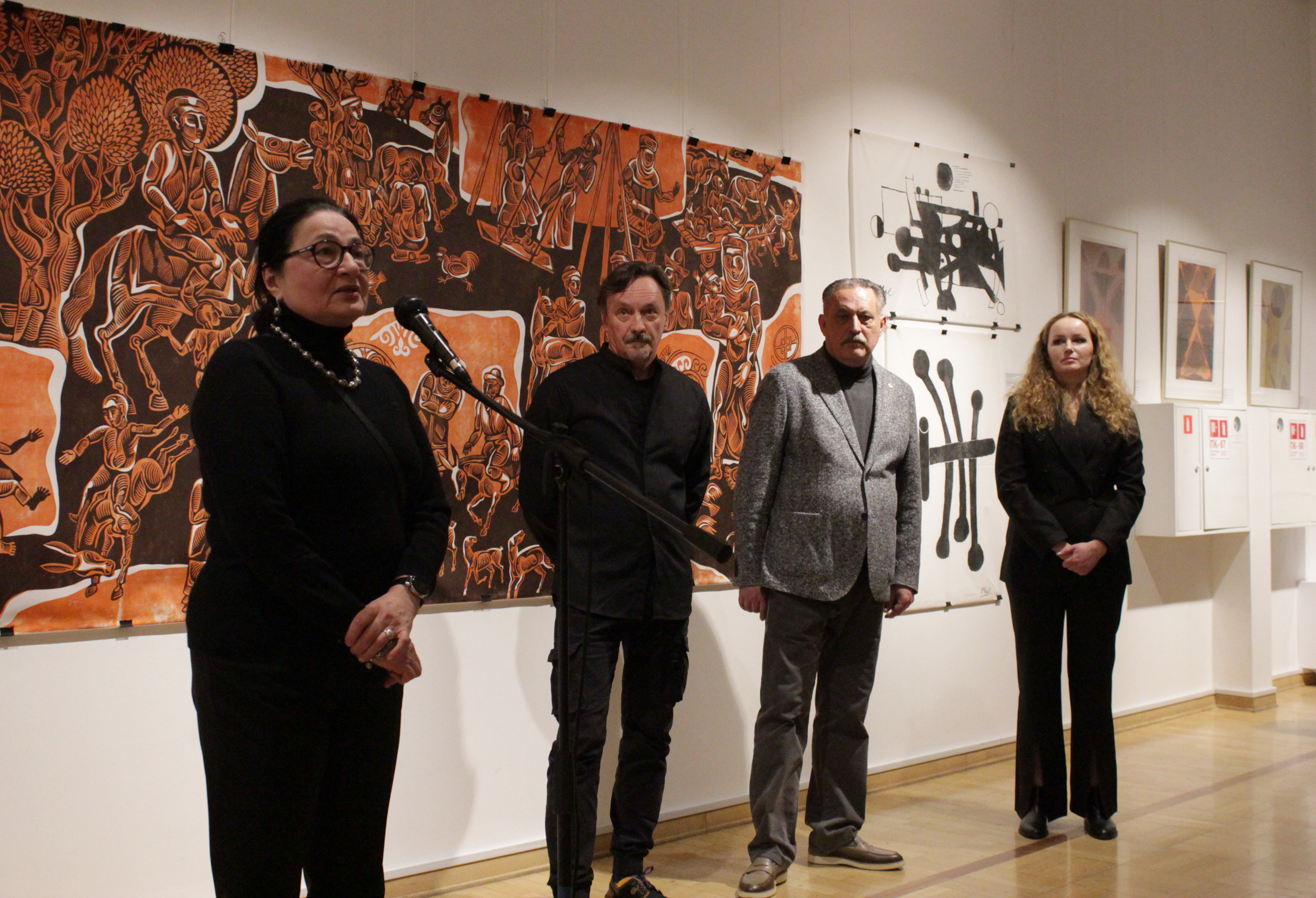
Открытие Казанской триеннале печатной графики. Директор ГМИИ РТ Р. М. Нургалеева, А. Б. Парыгин, А. А. Артамонов, В. В. Карасева. Хазинэ. 3.10.2024

С первых дней в основной состав оргкомитета проекта входят искусствовед Ольга Улемнова, художники Александр Артамонов, Вера Карасева и графическая лаборатория «Графком», работающие при поддержке музея в лице его директора Розалии Нургалеевой.
Соорганизаторами, открывшейся 27 июля 2011 года в выставочных залах 3-го этажа ГМИИ РТ (ул. К. Маркса, 57) 1-й Казанской международной биеннале печатной графики, выступили Министерство культуры РТ, ГМИИ РТ, Союз художников РТ.
В 1-м биеннале приняли участие 76 художников. В том числе ряд авторов: из Франции (Париж), Латвии (Рига, Юрмала), США (Сан-Франциско), Украины (Житомир). Основная часть художников представляла города России: Москва, Санкт-Петербург, Красноярск, Пенза, Тобольск, Тольятти, Тюмень, Ярославль, и ряд других. Искусство национальных республик Российской Федерации представляли художники: Кабардино-Балкарии (Нальчик), Северной Осетии-Алании (Владикавказ), Чувашии (Чебоксары, Новочебоксарск), Башкортостана (Уфа, Ишимбай, Белорецк), Татарстана (Казань, Набережные Челны, Елабуга, Зеленодольск, Бугульма).
Кураторы триеннале «Всадник» отбирают в конкурсную экспозицию как станковые, так и малоформатные графические листы, исполненные на бумаге в традиционных и современных авторских печатных техниках: офорт, сухая игла, акватинта, меццо-тинто, шелкография, ксилография, линогравюра, литография и др.
По результатам каждой выставки биеннале выпускается полноцветный полиграфический каталог.
2-я Казанская международная биеннале печатной графики «Всадник», открылась 3 декабря 2013 года в залах Галереи современного искусства ГМИИ РТ (ул. К. Маркса, 57). Основная экспозиция биеннале представила искусство 70 профессиональных художников России (Татарстана, Башкортостана, Дагестана) и стран дальнего зарубежья: Германии, Италии, Латвии, Польши, США, Швеции и др.
Гран-при конкурса получил Ян Бертиль Андерссон из Швеции.
3-я Казанская международная биеннале печатной графики «Всадник», проходила в залах Галерее современного искусства ГМИИ РТ (ул. К. Маркса, 57) с 6 октября 2015 по 30 ноября 2015. В экспозиции было представлено более 200 произведений художников из 30 городов России и 12 стран ближнего и дальнего зарубежья: Армении, Беларуси, Германии, Индии, Италии, Казахстана, Латвии, Македонии, Мексики, США, Украины, Швеции. В том числе уже известные мастера эстампа: Владимир Филиппенко (СПб.), Владимир Зуев (Нижний Тагил), Петтер Петтерссон (Швеция), Роберто Джанинетти (Италия), Ринат Миннебаев (Уфа) и ряд других.
4-я Казанская международная биеннале печатной графики «Всадник», работавшая с 24 ноября 2017 по 15 января 2018 года, проходила в Национальной художественной галерее «Хазинэ» ГМИИ РТ. В экспозиции выставки приняли участие 120 художников из России и 18 зарубежных стран: Аргентины, Боснии и Герцеговины, Германии, Италии, Латвии, Мексики, Перу, Польши, Турции, Украины, Финляндии, Франции, Швеции и др.
5-я Казанская международная биеннале печатной графики «Всадник» проходила в Национальной художественной галерее «Хазинэ» ГМИИ РТ с 12 сентября по 30 ноября 2019 года. В экспозиции были представлены работы 120 художников из 15 стран: Беларуси, Германии, Греции, Израиля, Италии, Латвии, Мексики, Нидерландов, Польши, Сирии, Турции, Украины, Черногории, Швеции, Японии.
Последняя, шестая по счёту, выставка с обозначением "биеннале", как и все предыдущие, проходила в ГМИИ РТ, с 30 сентября 2021 по 9 января 2022.
В конкурсной программе участвовали 188 художников из 25 стран мира. В числе стран: Австралия, Аргентина, Бангладеш, Беларусь, Болгария, Босния и Герцеговина, Великобритания, Греция, Израиль, Индия, Италия, Латвия, Мексика, Перу, Польша, Россия, Северная Македония, Украина, Франция, Швеция, Индонезия, Китай, Кыргызстан, Румыния, Южно-Африканская Республика.
В 2024 году проект был переименован в Казанскую международную триеннале печатной графики «Всадник».
Экспозиция выставки была открыта в залах 2-го этажа Национальной художественной галереи «Хазинэ» ГМИИ РТ с 4 октября 2024 по 19 января 2025.
В основной программе триеннале приняли участие 125 художников из 16 стран: России, Аргентины, Беларуси, Израиля, Индонезии, Индии, Италии, Казахстана, Кипра, Китая, Кыргызстана, Латвии, Македонии, Мексики, Словении, Турции.
Международное жюри проекта «Всадник», состоящее из ведущих художников-графиков и искусствоведов, определяет четыре призовых места (1, 2, 3 + молодежная номинация «Перспектива»), которым соответствуют определённые денежные премии.
Победители биеннале оглашаются на церемонии открытия выставки. До 2019 года включительно все призёры биеннале награждались бронзовыми медалями «Всадника».